# Límni Voïviḯs

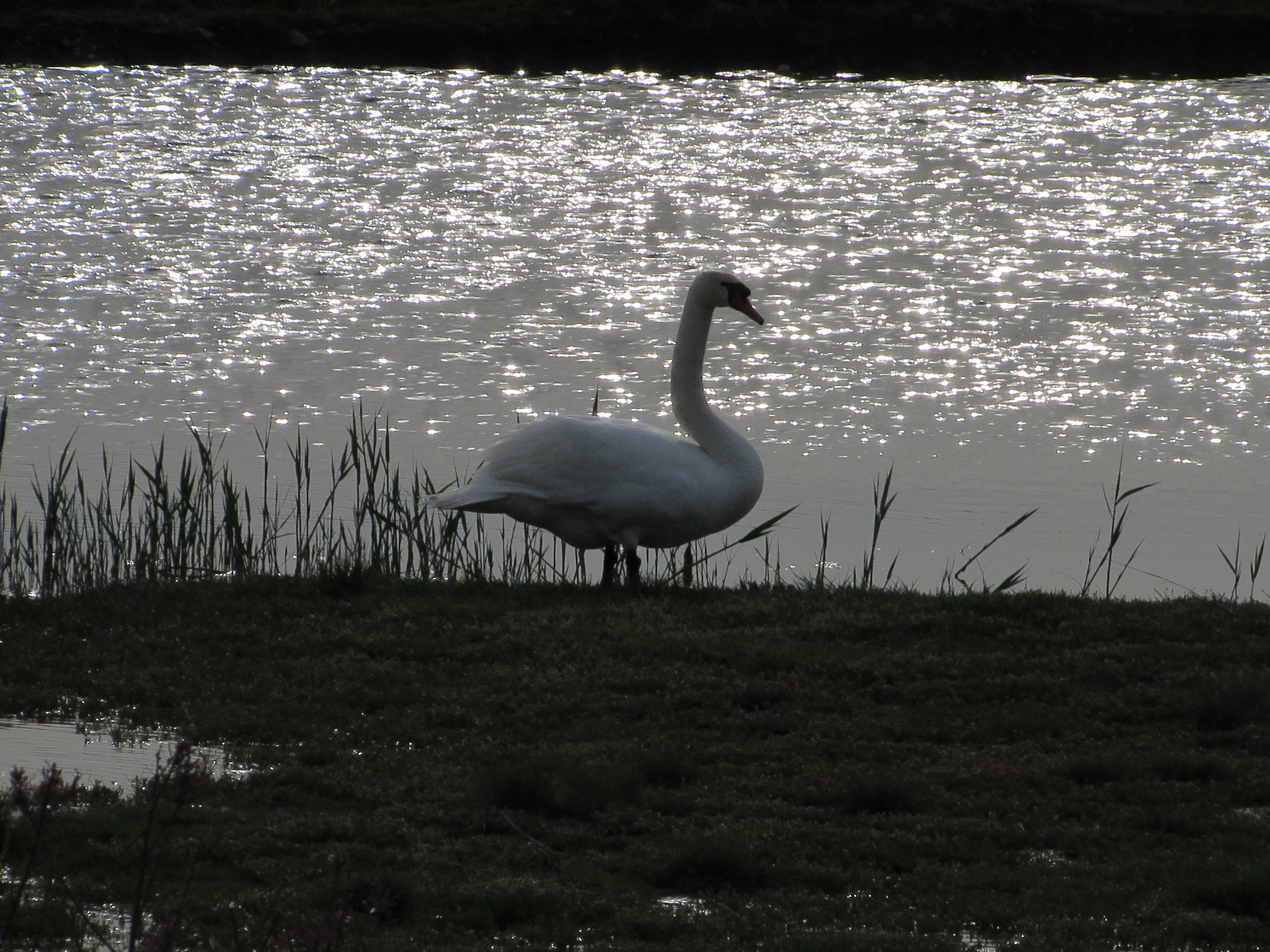
Svan på sjön

Límni Voïviḯs är en sjö i Grekland.   Den ligger i regionen Thessalien, i den centrala delen av landet, 190 km norr om huvudstaden Aten. Límni Voïviḯs ligger 44 meter över havet. Arean är 0,15 kvadratkilometer.  Den sträcker sig 0,6 kilometer i nord-sydlig riktning, och 0,5 kilometer i öst-västlig riktning.